# 保渡田古墳群
保渡田古墳群（ほどたこふんぐん / ほとだこふんぐん）は、群馬県高崎市保渡田町・井出町にある古墳群。国の史跡に指定されている。

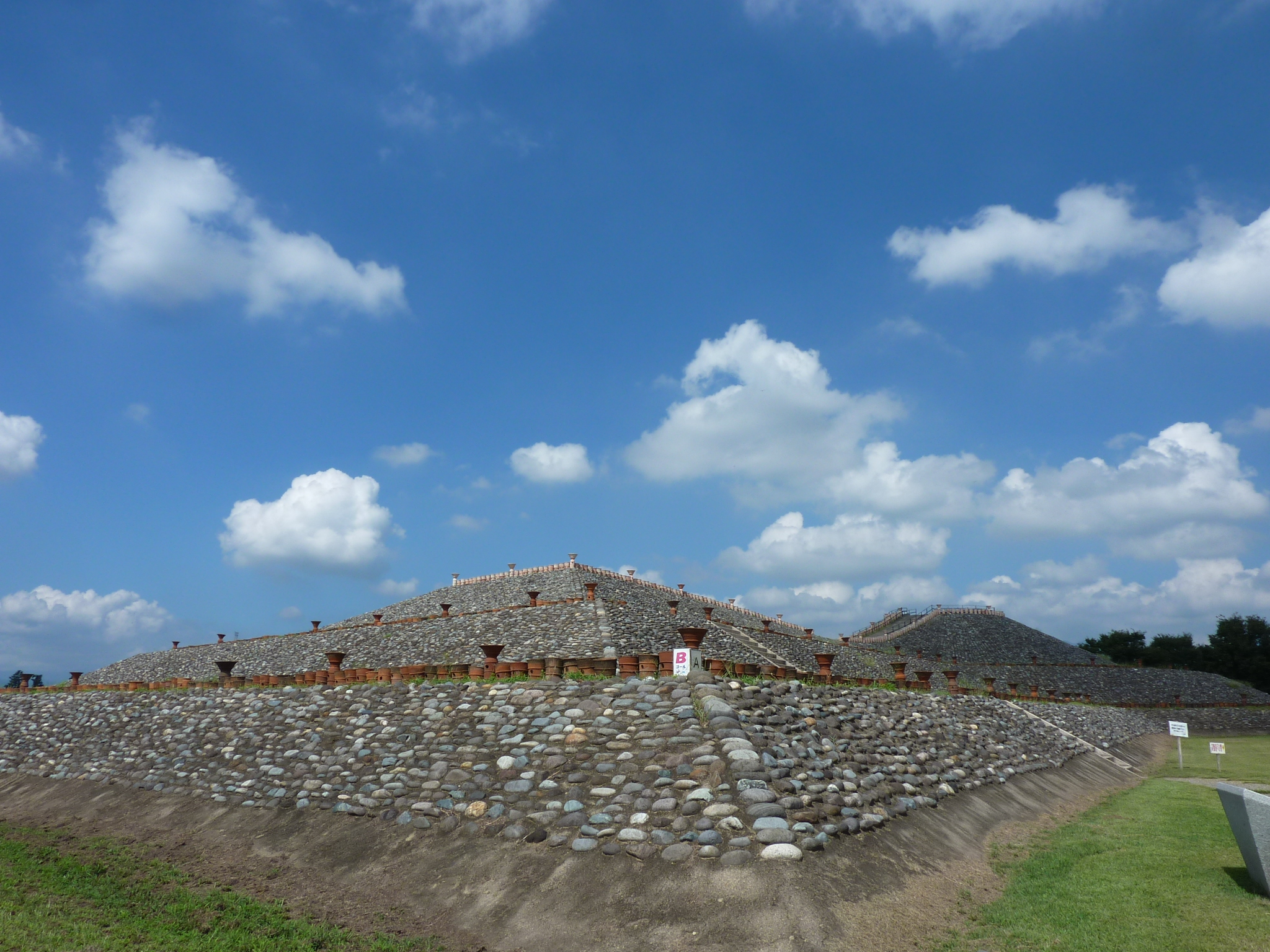
八幡塚古墳

## 概要
本古墳群は、榛名山の南麓の保渡田・井出の地に分布しており、二子山古墳・八幡塚古墳・薬師塚古墳の三基の大型前方後円墳が残っている。群の西南部に最大規模の二子山古墳があり、その東北方に八幡塚古墳、その西北西に薬師塚古墳がある。
築造年代は、5世紀代の後半も終わりに近い頃から6世紀前半代にかけてであり、二子山古墳・八幡塚古墳・薬師塚古墳の順に造営されたと推定されている。
出土品や遺跡についての情報は、隣接するかみつけの里博物館で公開・展示されている。

## 二子山古墳
指定名称は井出二子山古墳で、後藤守一は「愛宕塚」という名称を用いている。『上毛古墳綜覧』上郊村第5号墳。墳丘長108メートル、後円部径74メートル、高さ10メートル、墳丘部が三段築成で、前方部幅71メートル、高さ7メートル。周濠は馬蹄形で二重に造られており、内濠部に後円部を囲むようにくびれ部と斜面側後方部分に中島を4基配置している。墳丘・中島・中低部とも川原石で葺石としている。円筒埴輪列を巡らしている。墳丘北側の中堤部分の一角から外濠西北隅の外側部分に人物埴輪や飾馬（馬具を装着したウマ）・イノシシ・イヌ・盾・蓋（きぬがさ）・家などの形象埴輪を配置した区画が見つかっている。
5世紀後半の築造と考えられている。
1930年（昭和5年）に後藤守一を中心とした東京帝室博物館・群馬県による調査、1971・1972年（昭和46・47年）の群馬県教育委員会による調査、1984年（昭和59年）の群馬町教育委員会による調査を受けている。
主体部は、後円部頂部のほぼ中央にあり、川原石積み竪穴式石室もしくは川原石で石棺を被覆する施設を設けている。凝灰岩質安山岩もしくは凝灰岩製の舟形石棺（推定全長2.3 - 2.4メートル）を置き、蓋は取り去られて身も東側が破砕されている。埋葬施設は撹乱され、盗掘されていたが、衝角付冑、挂甲、鉄鏃、鉄矛、金製装飾具、金銅製飾履（靴）、鉄製農工具、玉類、馬具、石製模造品、装飾大刀などが破片で見つかった。また、盗掘を考慮すれば、銅鏡も伴っていた可能性が高い。なお、石棺蓋石は見つかっていない。現在、保存のため石棺は後円部墳頂下1メートル付近に埋め戻されている。

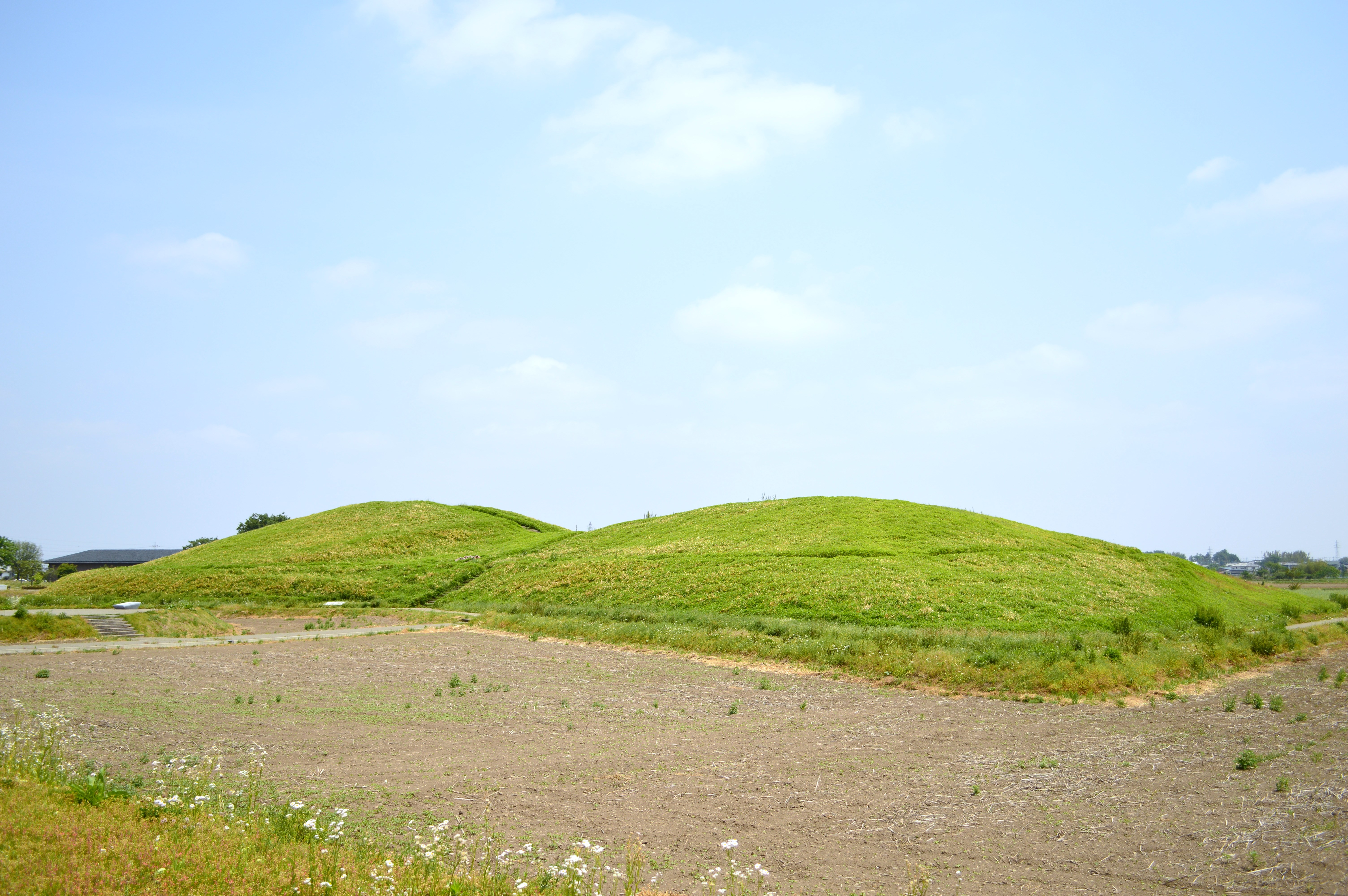
墳丘全景
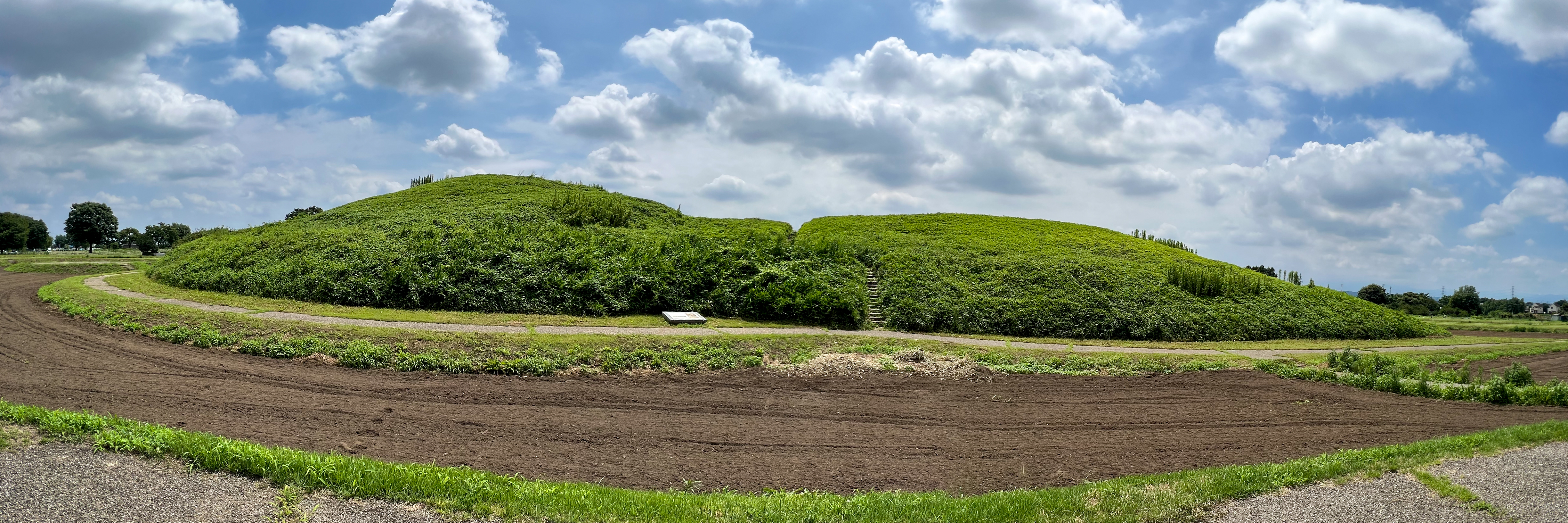
墳丘北側（左に後円部、右に前方部）
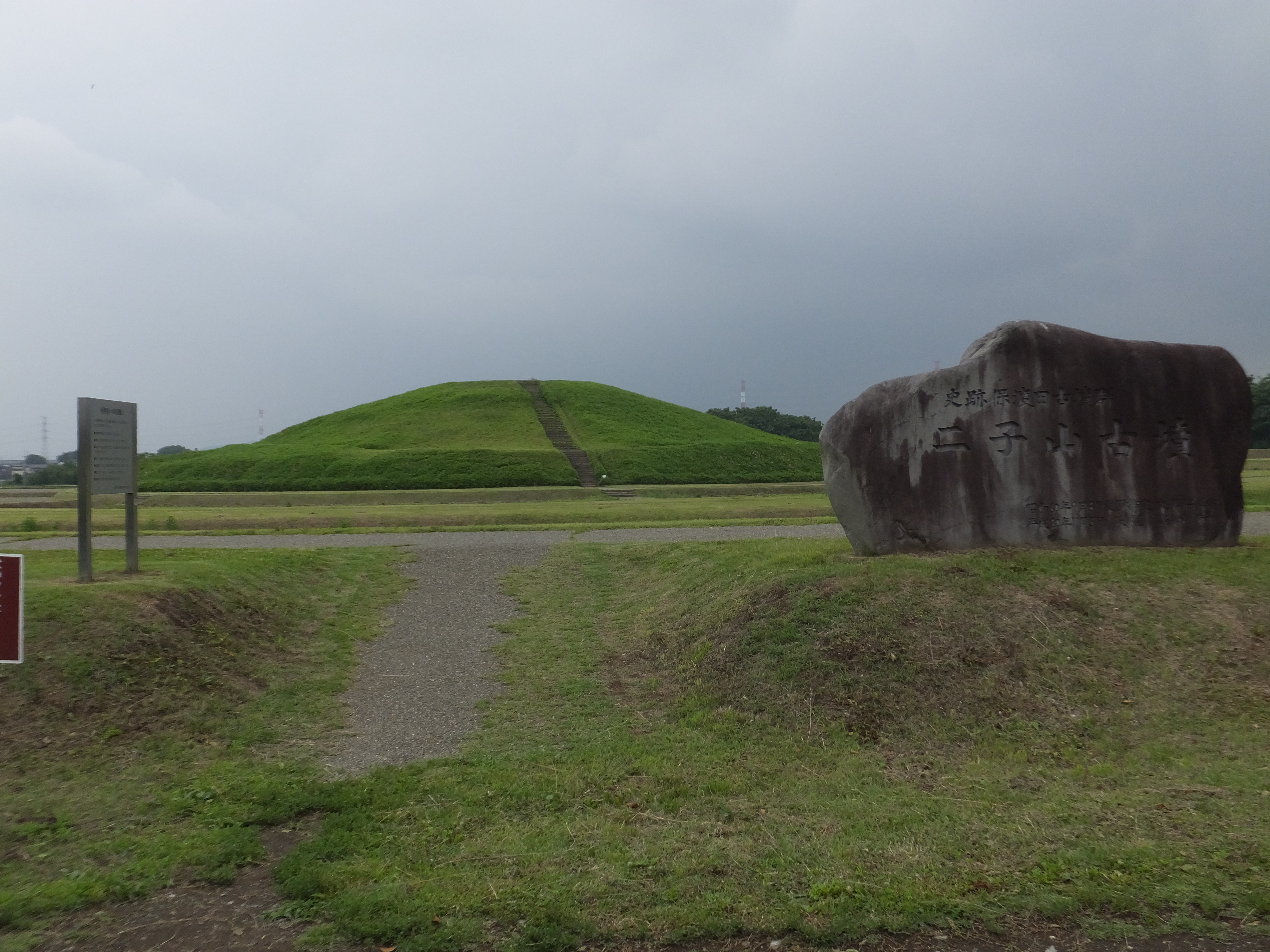
墳丘東側（後円部）

## 八幡塚古墳
『上毛古墳綜覧』上郊村第2号墳。墳丘長102メートル、後円部径56メートル、高さ現存約6メートル、前方部幅53メートル。高さは削平されて分からない。周濠は馬蹄形で二重に取り巻き、さらに外側を幅の狭い外周溝が巡る。内濠部のくびれ部と後円部後側に4基の中島が配置されている。墳丘には葺き石が葺かれ、円筒列が墳丘裾部、中島裾部、中堤縁に見られる。前方部前面の中堤上に円筒埴輪列で方形に区画された部分から武人・巫女・鷹匠などの人物類や、ウマ・ニワトリなどの家畜、イノシシ（狩人埴輪から剥落したもの）・水鳥など狩猟鳥獣をモチーフとした形象埴輪が出土している。これらの動物埴輪は、埴輪祭祀の一つの表現様式として注目されている。
築造年代は5世紀第4四半期ごろと考えられている。
また、保渡田八幡塚古墳からは鵜形埴輪が出土しており、首を高く上げ口に魚をくわえ、首に鈴のついた首紐が付けられた鵜（う）の姿が表現されている。鵜を用いて川漁を行う鵜飼は文献史料では古代中国の歴史書『隋書』や『古事記』『日本書紀』において見られるが、保渡田八幡塚古墳出土の鵜形埴輪は古墳時代から儀礼・行事としての鵜飼が行われていた可能性を示す資料として注目されている。
1929年（昭和4年）に柴田常恵の調査指導を受け群馬県史蹟名勝天然紀念物調査委員会嘱託・福島武雄、岩沢正作、相川之賀らによって行われた発掘調査により、内堤の形象埴輪配列区が確認されてその成果は『群馬県史蹟名勝天然紀念物調査報告 第二輯』（1932年）として公刊されている。
後円部に5×4メートルの範囲を2段に掘り込んだ墓壙内に東西方向に向けて舟形石棺を置き、周囲に礫を詰めている。舟形石棺は縄掛突起を含めて長さ3.5メートル幅1.5メートルで、凝灰岩製、内部は赤く彩色されており、身は完型、蓋も3分の2が身の上に残っていた。棺内からは遺物は発見されていないが、周囲から碧玉製管玉やガラス製勾玉が見つかっており、さらに鎌・鉇（やりがんな）・斧・鋤先などの鉄製農工具のミニチュアが石棺西側から出土している。石棺南側には白色粘土で固定された石敷が確認されており、明治時代に挂甲小札・直刀が出土したとされる竪穴式石郭とみられ、石棺よりも後に構築された第二主体部と考えられている。西光寺には本古墳の出土品と伝わる金銅製f字形鏡板、剣菱形杏葉、直刀が保管されている。また、墳丘東側くびれ部の中島から高坏の土師器が出土しているが、初期須恵器高坏を模造したもので、古墳時代後期の初期と推測されている。

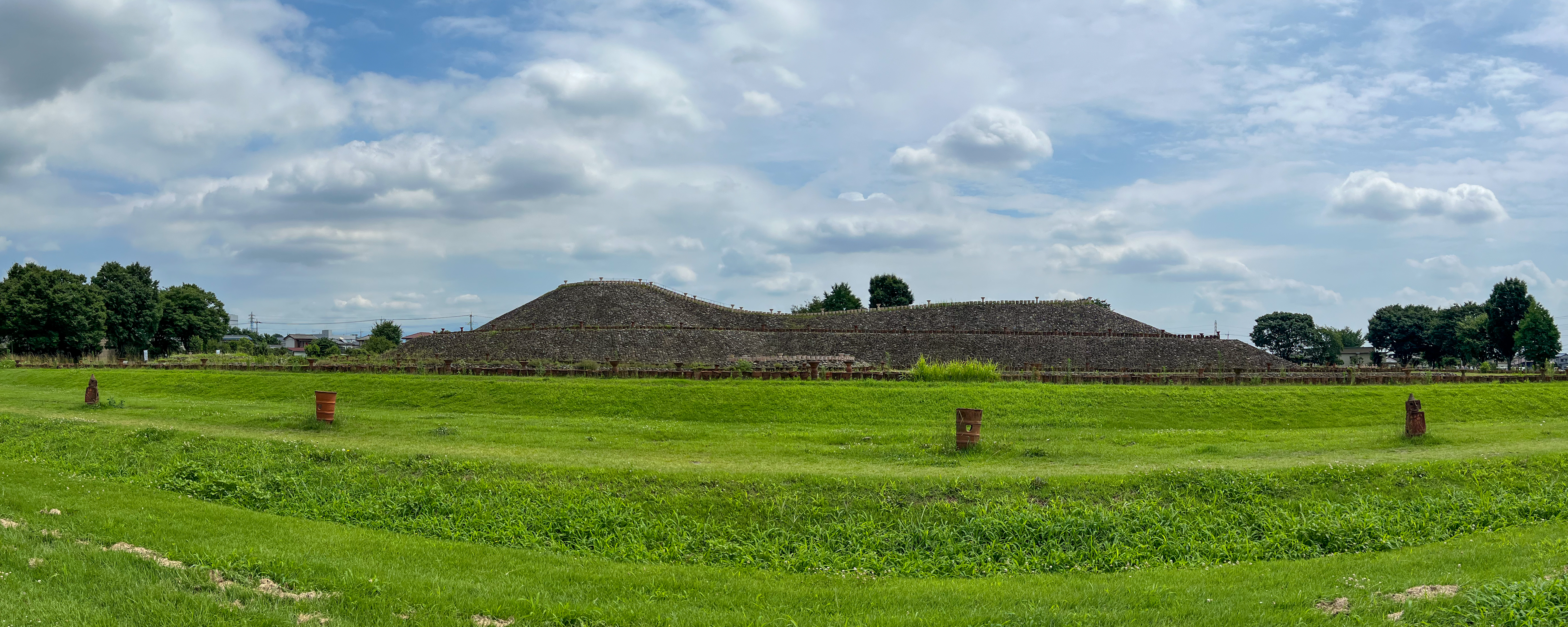
墳丘（左に後円部、右に前方部）
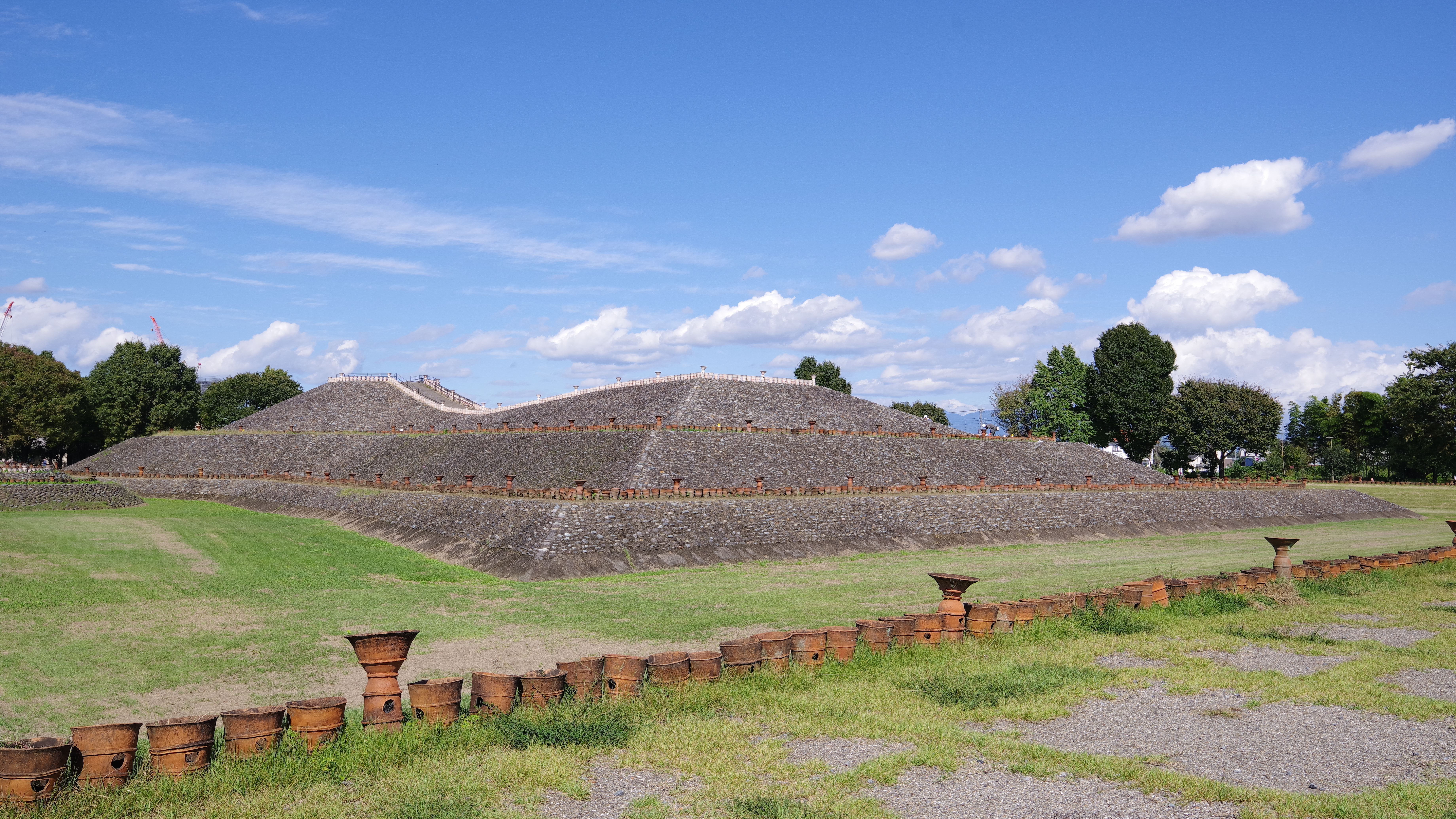
墳丘（左奥に後円部、右手前に前方部）
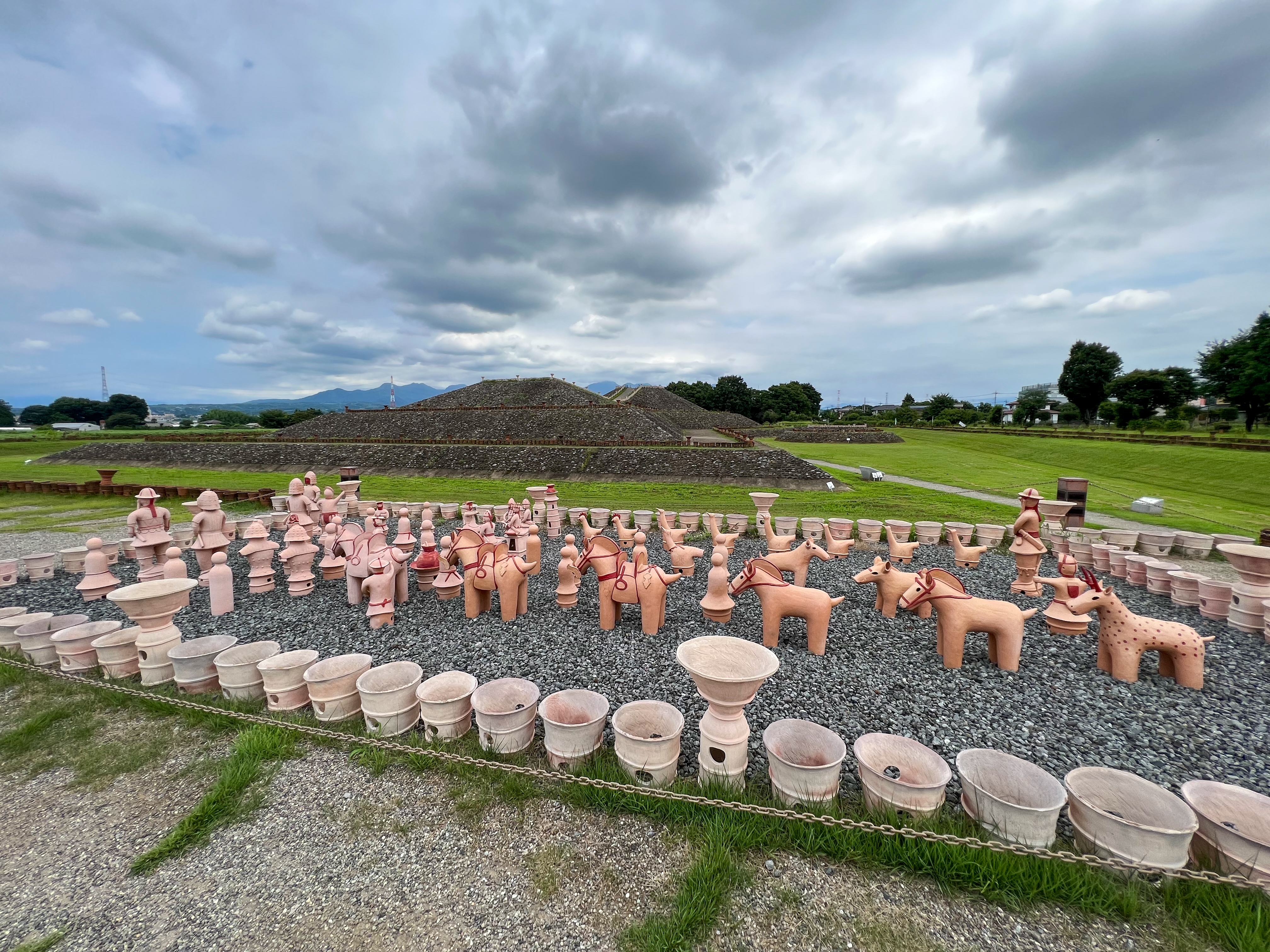
人物・動物埴輪群像
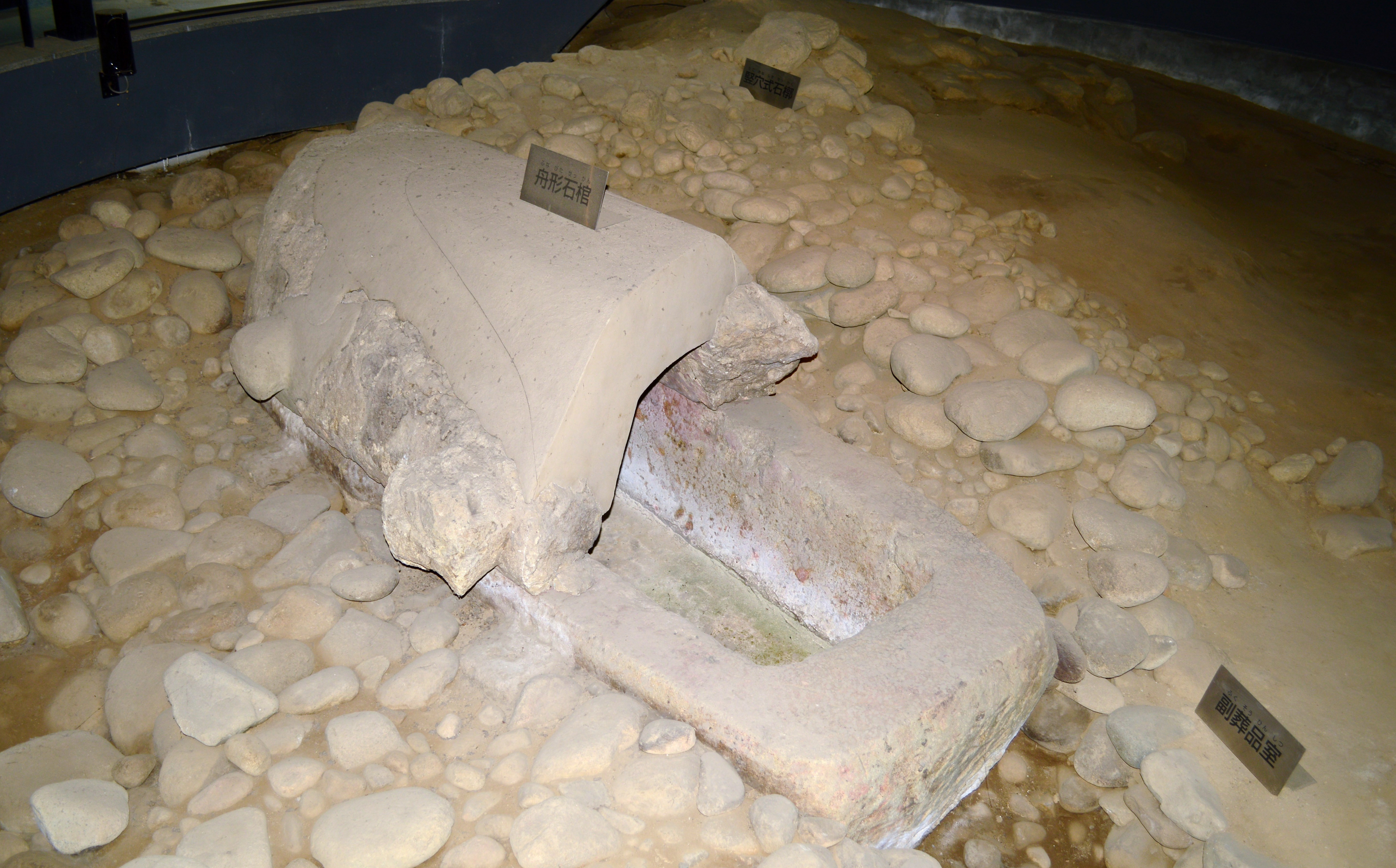
舟形石棺
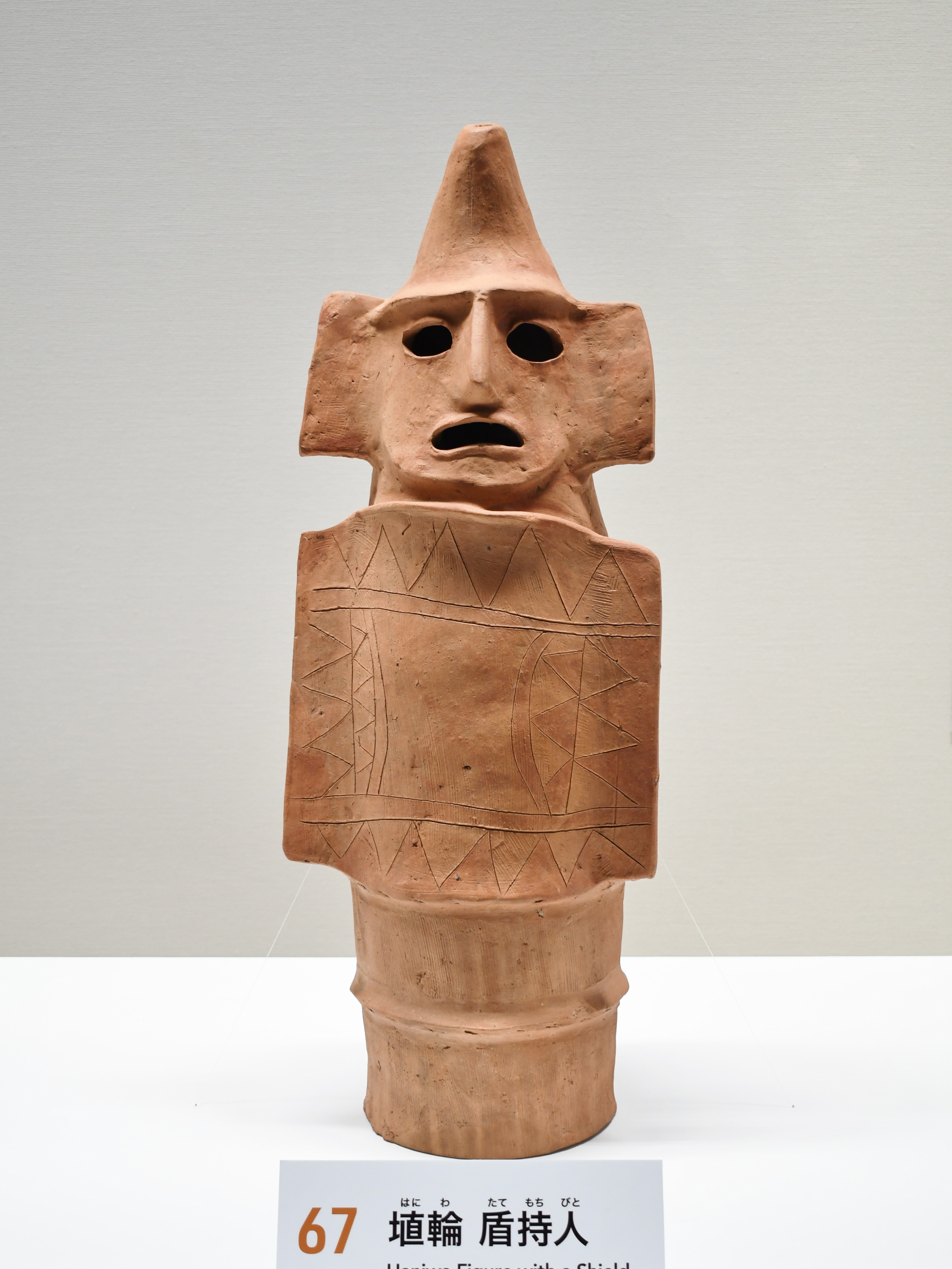
埴輪 盾持人 かみつけの里博物館蔵、九州国立博物館特別展示時に撮影。
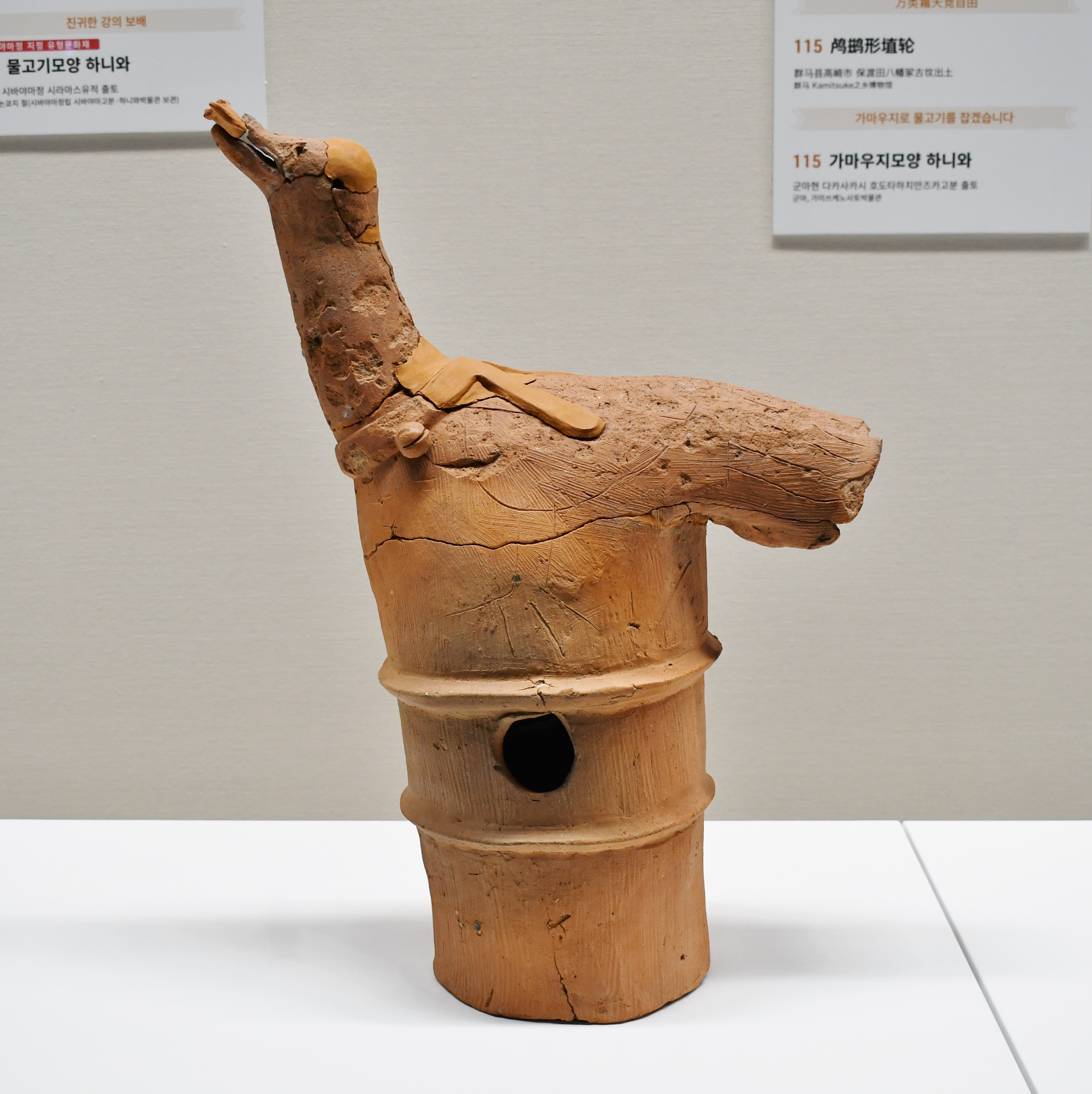
鵜形埴輪 かみつけの里博物館蔵、九州国立博物館特別展示時に撮影。

## 薬師塚古墳
『上毛古墳綜覧』上郊村第1号墳。墳丘部が西光寺の堂宇や墓地のため、南側から東側にかけてかなり削り取られている。現存墳丘は70メートルだが、1988年（昭和63年）度の発掘調査によって全長105メートル前後、後円部径66メートル前後、前方部幅70メートル前後、全周はしないが二重に周壕を巡らしていたと推定されている。葺石が葺かれ、埴輪類が配置されていた。埋葬施設は舟形石棺で、江戸時代に掘り出され、墳丘上に保存されている。
外濠には火山灰の堆積が見られるのに、内濠にはそれが見られないために、外濠が先に掘られ、内濠が掘られる前に榛名山の噴火に遭遇したとみられている。また、二子山・八幡塚の両古墳と比較して埴輪類の数が少なく、これも榛名山の噴火に伴う地域への人的・経済的な打撃が大きかったとする推測もある。
西光寺の寺伝によれば天和3年（1683年）に夢のお告げによって発掘したところ石棺が出土し、その中は朱で満ち、副葬品や薬師像が見つかったという。その時に出土した内行花文鏡、鋳銅製馬具類、玉類が西光寺に伝来・保管されており、重要文化財に指定されている。墳頂の覆屋内に凝灰岩製の舟形石棺が保存されており、棺身の最大長3メートル、最大幅1.4メートル。

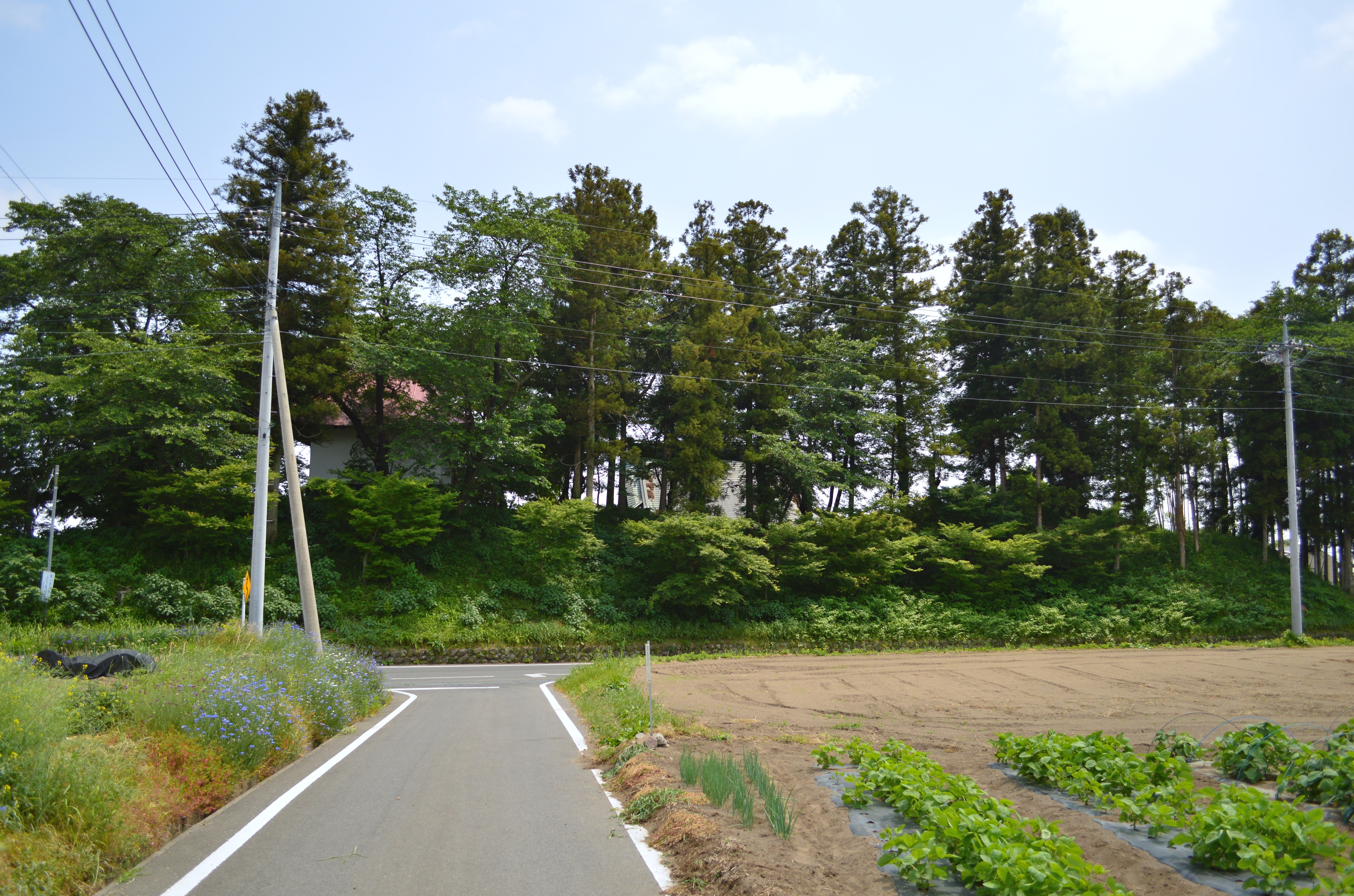
墳丘
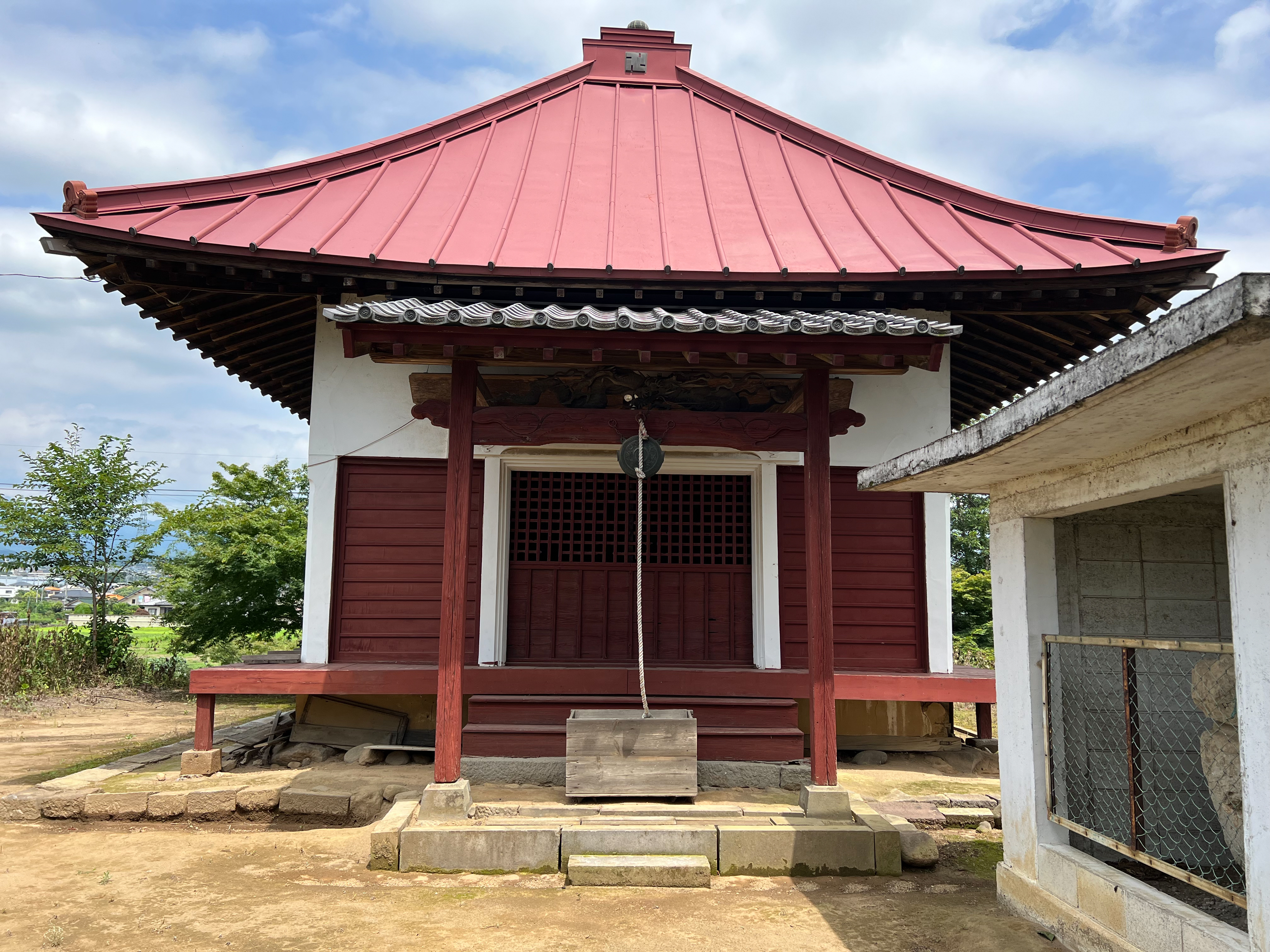
墳頂 (右に石棺)
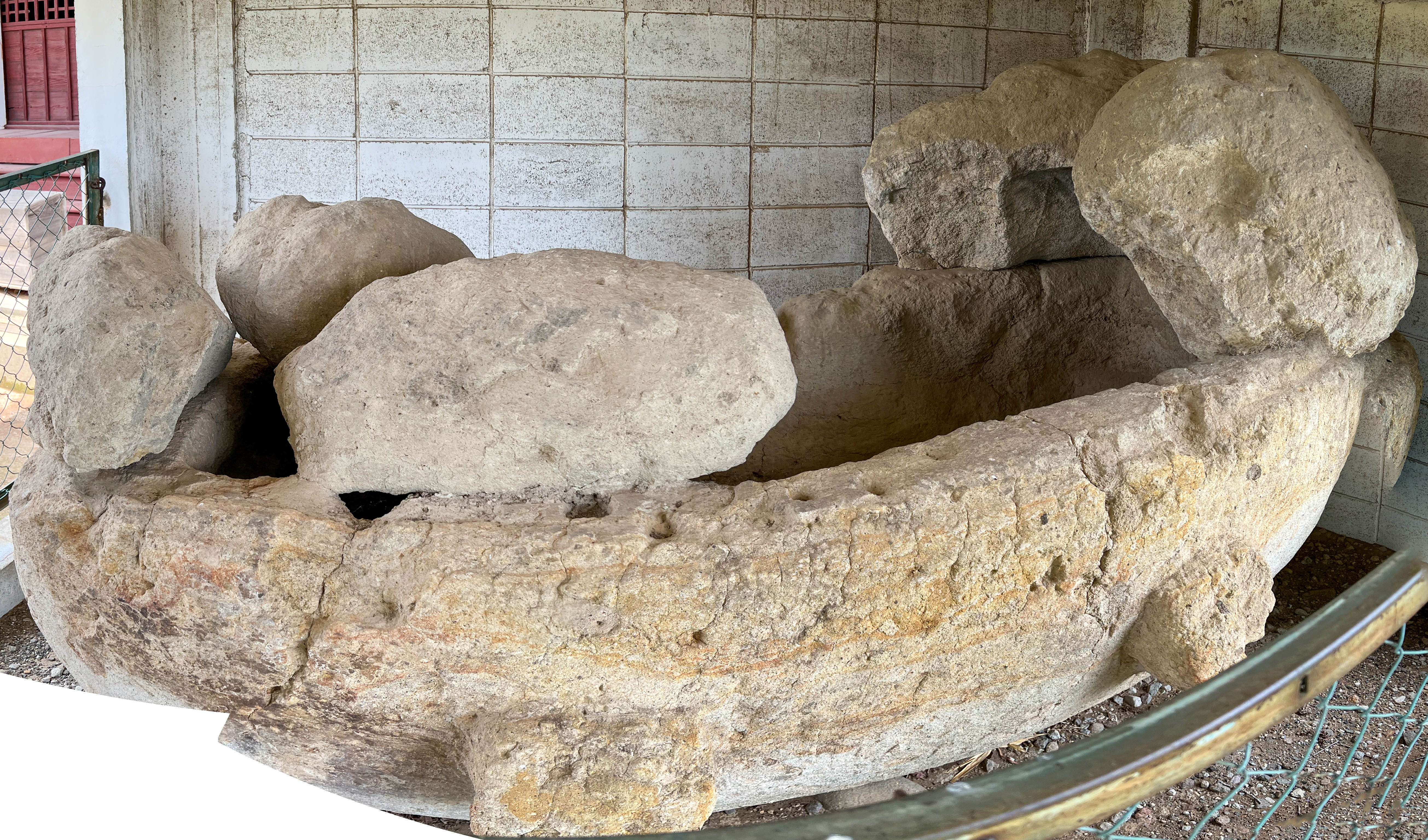
舟形石棺

## 文化財

### 重要文化財（国指定）
- 上野国保渡田薬師塚古墳出土品（考古資料） - 明細は以下。西光寺所有、一部はかみつけの里博物館保管。1939年（昭和14年）9月8日指定[22]。
  - 銅鏡 1面
  - 瑪瑙勾玉 3顆
  - 瑠璃勾玉 2顆 - 内1顆頭部欠損。
  - 碧玉管玉 9箇
  - 瑠璃丸玉 360箇
  - 銅製馬鐸 3口
  - 銅製轡鏡板 1対
  - 銅製三葉形杏葉 7枚
  - 銅製剣頭形杏葉（六鈴飾付） 2枚
  - 銅製剣頭形杏葉（大鈴飾付） 1枚
  - 銅製花弁形金具 2枚
  - 銅製十字形辻金具 1箇
  - 銅製轡鏡板形辻金具 1箇

### 国の史跡
- 保渡田古墳群 - 1985年（昭和60年）9月3日指定、2003年（平成15年）8月27日に史跡範囲の追加指定[23]。

### 群馬県指定文化財
- 群馬県指定重要文化財
  - 保渡田VII遺跡出土遺物（考古資料） - 1998年（平成10年）3月24日指定。

## 復元された八幡塚古墳の外観
|  |  |  |

|  |  |  |

|  |

|  |  |
|  |  |